# Raveniopsis campinicola
Raveniopsis campinicola är en vinruteväxtart som beskrevs av J.A. Kallunki. Raveniopsis campinicola ingår i släktet Raveniopsis och familjen vinruteväxter. Inga underarter finns listade i Catalogue of Life.